# Phorocera linearis
Phorocera linearis là một loài ruồi trong họ Tachinidae.